# Goniada vorax
Goniada vorax är en ringmaskart som först beskrevs av Johan Gustaf Hjalmar Kinberg 1866.  Goniada vorax ingår i släktet Goniada och familjen Goniadidae. Inga underarter finns listade i Catalogue of Life.